# Морско око
Морско око (на полски: Morskie Oko) е езеро в Малополското войводство на Полша. То е най-голямото и четвъртото по дълбочино езеро в Татрите. Разположено е в Татранския национален парк, в долината на Рибния поток на хребета Високи Татри, в подножието на Менгушовецките върхове.

## Описание
Планините, които заобикалят езерото, се издигат на около 1000 метра над повърхността му; една от тях, Риси (2499 m), е най-високия връх в полските Татри. До Менгушовецките върхове (включително Менгушовецки голям щит, 2438 m), по-далеч и леко вляво, е връх Мних (2068 m). Около езерото в големи количества расте европейски кедров бор.
В миналото Морско око носи името „Рибно езеро“ благодарение на природните си запаси от риба, което е необичайно за Татранските езера и водоеми. В бистрите води може лесно да се забележи пъстърва. Името „Морско око“ идва от стара легенда, според която езерото се свързва с морето чрез подземен канал.
На морена на северния бряг на езерото има хижа на полското общество за туризъм и краеведство. Тя се намира на височина от 1405 m над морското равнище и е една от най-старите хижи в Татрите. Тя носи името на Станислав Сташиц, който изследва езерото през 1805 г. Хижата е изходен пункт за походи до връх Риси и до прохода Шпиглясов. Наблизо се намира „Старе Схронишко“ („Старият подслон“), първоначално създаден като постройка за коне и карети. И двете сгради са исторически паметници.
Морско око е една от най-популярните забележителности в Татрите, често е посещавано от повече от 50 000 туристи през сезона на отпуските. Пътят до езерото отнема около 2 часа пеша от най-близкото автомобилно шосе. През зимата малък участък от пътя минава покрай лавиноопасна зона, този участък остава прохладен дори и през лятото. Плуването в езерото и храненето на пъстървата е забранено.

## История
Най-ранните документи, в които се споменава за Морско око, датират от 1575 г. В края на 19 век между Галиция и Унгария възниква спор по отношение на принедлежността на езерото и околните земи. Съдът на град Грац постановя решение в полза на полската страна. Това решение е взето благодарение на Освалд Балцер, представляващ интересите на полска Галиция.
Морско Око е открито повторно за туризъм от д-р Титус Халубински в средата на 19 век; първата хижа тук е построена през 1836 г., но през 1865 г. изгаря при пожар. Втората хижа, построена през 1874 г., е постигната от същата съдба през 1898 г. През 1902 г. пътят от Закопане (наричан „пътя на Освалд Балцер“) е павиран. От 1933 г., след връщането на суверенитета на Полша, езерото принадлежи на полската държава.
Морско Око е източник на вдъхновение за много творци на изкуството, включително художници (Валери Еляш-Раджиковски, Леон Вичулковски, Станислав Халек), поети (Винценти Поля, Адам Асник, Казимеж Пшерва-Тетмайер, Францишек Новицки, Ян Каспрович) и композитори (Зигмунт Носковски).

## Галерия
- Панорамна гледка към Морско око
- Морско око – изглед от хижата
- Гледка към езерото от западната страна
- Изглед от езерото към пътеките
- Морско око през зимата
- Морско око през април
- Хижа на брега на езерото